# Syfaks
Syfaks – III w. p.n.e. - król zachodniej Numidii; podczas trwania II wojny punickiej początkowo sprzymierzył się z Rzymianami, później zawarł pakt z  Hazdrubalem, który w zamian dał mu swą córkę Sofonisbę za żonę. Walczył z Masynissą, królem wschodniej Numidii i został przez niego pokonany w 203. Zmarł w Rzymie jako jeniec.